# Komisja Nazw Miejscowości i Obiektów Fizjograficznych
Uzasadnienie: To ta sama Komisja, która zmieniła nazwę
Komisja Nazw Miejscowości i Obiektów Fizjograficznych (w latach 1934–1948: Komisja Ustalania Nazw Miejscowości, w latach 1948–2003: Komisja Ustalania Nazw Miejscowości i Obiektów Fizjograficznych) – organ opiniodawczy w sprawach ustalania, dokonywania
zmian i znoszenia urzędowych nazw miejscowości i ich części oraz obiektów fizjograficznych, działający przy ministrze właściwym do spraw administracji publicznej.
Obsługę administracyjną prac komisji zapewnia urząd obsługujący ministra właściwego do spraw administracji publicznej, a koszty jej działalności są pokrywane z budżetu państwa w części, której dysponentem jest ten minister.

## Prace komisji
- 1934–1939 ustalenie urzędowych nazw miast, zebranie wykazów nazw miejscowości województwa wileńskiego i kieleckiego
- 1948–1960 ustalenie polskich nazw miejscowości (ok. 32 000 nazw) i obiektów fizjograficznych (ok. 3000 nazw) dla obszaru Ziem Odzyskanych
- 1960–1975 zebranie, opracowanie oraz publikacja serii zeszytów zawierających nazewnictwo w układzie powiatowym. Prace te zostały przerwane z uwagi na likwidację powiatów w 1975 r. po opracowaniu 197 zeszytów obejmujących ok. połowy powierzchni Polski.
- 1978–1980 współpraca przy opracowywaniu urzędowego wykazu nazw miejscowości (Wykaz urzędowych nazw miejscowości w Polsce wydany w trzech tomach w latach 1980–1982 przez Ministerstwo Administracji, Gospodarki Terenowej i Ochrony Środowiska oraz Główny Urząd Statystyczny)
- 1990 współpraca przy opracowaniu gazetera Polski (Nazwy geograficzne Rzeczypospolitej Polskiej, Główny Geodeta Kraju, Komisję Ustalania Nazw Miejscowości i Obiektów Fizjograficznych, Państwowe Przedsiębiorstwo Wydawnictw Kartograficznych, Warszawa 1991)
- 1989–1996 opracowanie materiału nazewniczego do drugiego wydania Wykazu urzędowych nazw miejscowości w Polsce, który ostatecznie się nie ukazał
- 2003–2005 opracowanie materiału nazewniczego dotyczącego nazw wodnych (Nazewnictwo geograficzne Polski, tom 1. Hydronimy, Główny Urząd Geodezji i Kartografii, Warszawa 2006[1])
- od 2006 opiniowanie wniosków dot. ustalenia nazw w językach mniejszości narodowych etnicznych i posługujących się językiem regionalnym. Dotychczas zatwierdzono nazwy w językach niemieckim, kaszubskim, litewskim i łemkowskim.

### Zmiany w nazwach geograficznych
Nazwy ustalone przez Komisję publikowane są jako rozporządzenia Ministra Spraw Wewnętrznych i Administracji i są jedynymi poprawnymi nazwami tych obiektów. W przypadku sprzeczności z normami językowymi (publikowanymi przez Radę Języka Polskiego) ustalenia dokonane przez Komisję są ważniejsze (np. w kwietniu 2005 roku Rada potwierdziła, że poprawna jest pisownia dwuczłonowych nazw miejscowości zgodna z ustaleniami Komisji (np. Jastrzębie-Zdrój, a nie Jastrzębie Zdrój), nie zaś pisownia stosowana w słownikach ortograficznych).
Ostatnie zatwierdzone przez komisję zmiany w nazwach zostały opublikowane w rozporządzeniu Ministra Spraw Wewnętrznych i Administracji z 23.12.2010 (Dz.U. nr 257, poz. 1741) i weszły w życie z dniem 01.01.2011. Rozporządzenie to wprowadza jedną nową nazwę lasu, dwie nowe nazwy wzgórz, 35 nowych nazw miejscowości, zmienia 47 nazw i 44 określenia rodzajów miejscowości oraz znosi 107 nazw miejscowości.

Wcześniejsze zmiany zatwierdzone rozporządzeniami Ministra SWiA:
- z dniem 1 stycznia 2010 wprowadzono 36 nowych nazw miejscowości, zmieniono 58 nazw i 51 określeń rodzajów miejscowości oraz zniesiono 220 nazw miejscowości (Dz.U. nr 220, poz. 1730)
- z dniem 1 stycznia 2009 wprowadzono jedną nową nazwę przełęczy, jedną nową nazwę wzgórza, 34 nowe nazwy miejscowości, zmieniono 220 nazw i 97 określeń rodzajów miejscowości oraz zniesiono 64 nazwy miejscowości (Dz.U. nr 234, poz. 1586)
- z dniem 1 stycznia 2008 wprowadzono jedną nową nazwę wzgórza, 56 nowych nazw miejscowości lub ich części, zmieniono 306 nazw i 162 określeń rodzajów miejscowości oraz zlikwidowano 83 nazwy miejscowości lub ich części na terenie 159 gmin, 115 powiatów w 16 województwach (Dz.U. nr 245, poz. 1811)
- z dniem 1 stycznia 2007 wprowadzono jedną nową nazwę góry,171 nowych nazw miejscowości lub ich części, zmieniono 417 nazw i 251 określeń rodzajów miejscowości oraz zlikwidowano 47 nazw miejscowości lub ich części na terenie 205 gmin, 147 powiatów w 16 województwach
- z dniem 1 stycznia 2006 wprowadzono 181 nazw miejscowości oraz jedną nazwę wzgórza i dwie nazwy sztucznych zbiorników wodnych, zlikwidowano 27 nazw miejscowości, zmieniono 478 nazw i 270 określeń rodzajów miejscowości na terenie 226 gmin, 138 powiatów w 16 województwach.
- z dniem 1 stycznia 2005 wprowadzono 2 nazwy miejscowości oraz jedną nazwę wzgórza, zmieniono 74 nazwy i 18 określeń rodzajów miejscowości.

## Historia

### Okres międzywojenny
31 maja 1929 r. Rada Ministrów podjęła uchwałę, w której powołano Komisję dla opracowywania wniosków w sprawie ustalania urzędowej nomenklatury miejscowości w Polsce. Jako organy pomocnicze tej Komisji ustalono okręgowe Komisje do przedwstępnego przygotowywania materiałów w sprawie ustalania urzędowej nomenklatury miejscowości w Polsce działające przy urzędach wojewódzkich (poza województwem śląskim). Komisja swoje pierwsze posiedzenie odbyła 15 stycznia 1930 r.
Komisja została powołana Rozporządzeniem Prezydenta Rzeczypospolitej z dnia 24 października 1934 r. o ustaleniu nazw miejscowości i o numeracji nieruchomości (rozporządzenie miało moc ustawy) pod nazwą „Komisja Ustalania Nazw Miejscowości”:

Art. 3.

1. Ustanawia się przy Ministrze Spraw Wewnętrznych Komisję Ustalania Nazw Miejscowości.

2. Komisja składa się z przewodniczącego i sześciu członków, w tem trzech przedstawicieli sfer naukowych oraz po jednym przedstawicielu Ministerstw: Spraw Wojskowych, Komunikacji oraz Poczt i Telegrafów.

Komisja działała do 1939, w tym czasie ustaliła:
- Urzędowe nazwy miast Polski[5]
- Nazwy miejscowości województwa wileńskiego (zebrane, urzędowo ustalone i opublikowane: Wykaz miejscowości Rzeczypospolitej Polskiej Tom 1. Województwo wileńskie ukazał się 1 maja 1938 r.)[6]
- Nazwy miejscowości województwa kieleckiego (tylko zebrane, materiał zaginął w czasie wojny)

### od 1945
Komisja została reaktywowana w 1945 r. przy Ministrze Administracji Publicznej, a jej głównym zadaniem stało się ustalanie polskich nazw na obszarze Ziem Odzyskanych.
Na mocy Dekretu z dnia 28 lipca 1948 r. o zmianie rozporządzenia Prezydenta Rzeczypospolitej z dnia 24 października 1934 r. o ustalaniu nazw miejscowości i o numeracji nieruchomości zmieniono nazwę na „Komisja Ustalania Nazw Miejscowości i Obiektów Fizjograficznych”, która to nazwa obowiązywała do 2003, gdy na mocy Ustawy z dnia 29 sierpnia 2003 r. o urzędowych nazwach miejscowości i obiektów fizjograficznych zmieniono ją na formę dzisiejszą. Dekretem tym rozszerzono również zakres działalności Komisji – odtąd ustalała również nazwy miejscowości niezamieszkanych i nazwy obiektów fizjograficznych.
Standaryzacyjne prace Komisji były wspomagane pracami dwóch podkomisji (tzw. podkomisji krakowskiej i poznańskiej), a ustalenia nazewnicze podejmowane były na trzydniowych konferencjach Komisji (pierwsza konferencja odbyła się w dniach 2–4 marca 1946 r.). Ustalenia podjęte na konferencjach były następnie publikowane w Monitorze Polskim jako rozporządzenia (początkowo zarządzenia) Ministra Administracji Publicznej lub łącznie Ministra Administracji Publicznej i Ministra Ziem Odzyskanych.
Zadaniem komisji było ponowne nazwanie miejscowości i obiektów fizjograficznych (rzek, jezior, pasm górskich itp.) tak, aby przywrócić – lecz często nadać nową – polską, nazwę.
Na czele komisji stanął prof. Stanisław Srokowski z Warszawy (geograf). W jej składzie znaleźli się trzej językoznawcy: prof. dr Kazimierz Nitsch, prezes Polskiej Akademii Umiejętności, prof. Mikołaj Rudnicki z Poznania, prof. dr Witold Taszycki z Krakowa.
Na pierwszej konferencji ustalono nazwy dla miejscowości liczących powyżej 5000 mieszkańców, podczas drugiej ustalone zostały nazwy miejscowości do 5000 mieszkańców oraz niektórych stacji kolejowych, trzecia konferencja ustaliła nazwy reszty stacji kolejowych oraz miejscowości liczących 500 do 1000 mieszkańców, na czwartej konferencji ustalone zostały nazwy miejscowości liczących od 250 do 500 mieszkańców (dla byłych Prus Wschodnich również części osad liczących 500 do 1000 mieszkańców), piąta konferencja ustaliła nazwy dla wsi liczących poniżej 250 mieszkańców (w przypadku Prus 250 do 500) itd. W latach 1946–1951, w czasie 14 konferencji, przywrócono lub ustalono nowe nazwy polskie dla ok. 32 tys. miejscowości oraz ok. 3 tys. obiektów fizjograficznych. Opracowany wówczas materiał nazewniczy Ziem Odzyskanych ujęty został w publikacji „Słownik Nazw Geograficznych Polski Zachodniej i Północnej” pod redakcją prof. Stanisława Rosponda (również przewodniczącego podkomisji śląskiej). Do 1960 prace polonizacyjne trwały w dalszym ciągu, lecz już z mniejszą intensywnością.
Niejednokrotnie jednak, w przypadku ustalania polskich nazw, z przyczyn politycznych, jak i braku źródeł, częściowo również wskutek słabego przygotowania merytorycznego i pośpiechu, tworzono „potworki językowe” np. niem. Konradswalde nazwano Koniecwałdem. Niekiedy tworzono zupełnie nowe nazwy dla uczczenia polskich działaczy narodowych, m.in.:
- niem. Sensburg, dawne pol. Ządźbork, przemianowano na Mrągowo na cześć Krzysztofa Celestyna Mrongoviusa
- Lötzen, po drugiej wojnie światowej najpierw Lec, później przyjęto nazwę Łuczany, ale Komisja Ustalania Nazw Miejscowości ustaliła nazwę Giżycko na cześć Gustawa Gizewiusza (Giżyckiego)
- miasto Rychbach (niem. Reichenbach) na Dolnym Śląsku otrzymało nazwę Dzierżoniów na cześć Jana Dzierżona
- Rastenburg, po wojnie Rastembork, potem nadano miastu nową nazwę Kętrzyn od nazwiska Wojciecha Kętrzyńskiego
- niem. Drengfurt, do 1950 Dryfort (wieś gminna w województwie warmińsko-mazurskim w powiecie kętrzyńskim) obecną nazwę Srokowo uzyskało w 1950 r. dla upamiętnienia Stanisława Srokowskiego (1872–1950), przewodniczącego Komisji Ustalania Nazw Miejscowości.

Od 1950 komisja działała bezpośrednio przy Urzędzie Rady Ministrów, w latach 1978–1985 przy Ministrze Administracji i Gospodarki Terenowej i Ochrony Środowiska, w latach 1986–1996 ponownie przy Urzędzie Rady Ministrów, od 1997 przy Ministrze Spraw Wewnętrznych i Administracji, a od 2011 – przy Ministrze Administracji i Cyfryzacji.

## Skład komisji
Zgodnie z Ustawą z dnia 29 sierpnia 2003 r. o urzędowych nazwach miejscowości i obiektów fizjograficznych określającą m.in. zasady działania Komisji Nazw Miejscowości i Obiektów Fizjograficznych w skład Komisji wchodzą:
- przewodniczący, którym jest przedstawiciel nauki z dziedziny językoznawstwa, powoływany na czteroletnią kadencję przez ministra właściwego do spraw administracji publicznej spośród osób wskazanych przez Prezesa Polskiej Akademii Nauk
- zastępca przewodniczącego, powoływany na czteroletnią kadencję przez ministra właściwego do spraw administracji publicznej na wniosek przewodniczącego Komisji spośród członków Komisji
- sekretarz, którym jest przedstawiciel ministra właściwego do spraw administracji publicznej;
- sześciu członków powoływanych na czteroletnią kadencję przez ministra właściwego do spraw administracji publicznej spośród przedstawicieli nauki zgłoszonych przez rady wydziałów szkół wyższych oraz rady naukowe komitetów i instytutów Polskiej Akademii Nauk – z dziedzin: językoznawstwa, historii, geografii i kartografii
- po jednym przedstawicielu: Ministra Obrony Narodowej, ministra właściwego do spraw kultury i ochrony dziedzictwa narodowego, Głównego Geodety Kraju oraz Prezesa Głównego Urzędu Statystycznego
- sekretarz Komisji Wspólnej Rządu i Mniejszości Narodowych i Etnicznych

### Skład komisji w I kadencji (2003–2008)
Skład Komisji w kadencji kończącej się w 2008:
- Aleksandra Cieślikowa (przewodnicząca)
- Ewa Wolnicz-Pawłowska (zastępca przewodniczącego)
- Tomasz Jurek
- Janusz Gołaski
- Robert Mrózek
- Barbara Czopek-Kopciuch
- Stefan Miliszkiewicz
- Jerzy Mościbroda
- Katarzyna Przyszewska
- Andrzej Marciniak
- Janusz Dygaszewicz
- Sylwia Kochman (sekretarz)

### Skład komisji w II kadencji (2008–2012)
- Barbara Czopek-Kopciuch (przewodnicząca)
- Ewa Wolnicz-Pawłowska (zastępca przewodniczącego)
- Sylwia Kochman (sekretarz)
- Aleksandra Cieślikowa
- Andrzej Czerny
- Marek Janicki
- Tomasz Jurek
- Janusz Gołaski
- Robert Mrózek
- Stefan Miliszkiewicz
- Janusz Dygaszewicz
- Andrzej Marciniak
- Katarzyna Przyszewska
- Anna Wotlińska

### Skład komisji w III kadencji (2012–2016)
- prof. dr hab. Barbara Czopek-Kopciuch (Kierownik Pracowni Toponomastycznej w Zakładzie Onomastyki w Instytucie Języka Polskiego PAN, Kraków) – przewodnicząca komisji[12]
- prof. dr hab. Ewa Wolnicz-Pawłowska (językoznawca-onomasta, Uniwersytet Warszawski) – zastępca przewodniczącej
- Marzena Radziszewska, starszy specjalista w Departamencie Administracji Publicznej Ministerstwa Administracji i Cyfryzacji – sekretarz komisji

Członkowie komisji:
- prof. dr hab. Aleksandra Cieślikowa (językoznawca-onomasta, Instytut Języka Polskiego PAN, Kraków)
- prof. dr hab. Ewa Wolnicz-Pawłowska (językoznawca-onomasta, Uniwersytet Warszawski)
- prof. dr hab. Robert Mrózek (językoznawca, Uniwersytet Śląski, filia w Cieszynie)
- prof. dr hab. Tomasz Jurek (historyk, Instytut Historii PAN, Poznań)
- dr hab. Andrzej Czerny (geograf, kartograf, profesor Uniwersytetu Marii Curie-Skłodowskiej w Lublinie)
- dr Marek Janicki (historyk, Wydział Historyczny Uniwersytetu Warszawskiego)
- Andrzej Marciniak – sekretarz Komisji Wspólnej Rządu i Mniejszości Narodowych i Etnicznych, zastępca dyrektora Departamentu Wyznań Religijnych oraz Mniejszości Narodowych i Etnicznych MAC

### Skład komisji w IV kadencji (2017–2021)
- dr hab. Urszula Bijak, prof. IJP PAN (Instytut Języka Polskiego PAN) – przewodnicząca Komisji
- prof. dr hab. Ewa Wolnicz-Pawłowska (językoznawca-onomasta, Uniwersytet Warszawski) – zastępca przewodniczącej[13]

Członkowie komisji:
- dr hab. Magdalena Graf (językoznawca, Wydział Filologii Polskiej i Klasycznej Uniwersytetu im. Adama Mickiewicza w Poznaniu),
- dr hab. Tomasz Korpysz (językoznawca, Wydział Nauk Humanistycznych Uniwersytetu Kardynała Stefana Wyszyńskiego w Warszawie),
- dr hab. Zenon Kozieł, prof. UMK (Wydział Nauk o Ziemi Uniwersytetu Mikołaja Kopernika w Toruniu).
- dr hab. Marek Słoń, prof. IH PAN (kierownik Zakładu Atlasu Historycznego, Instytut Historii PAN)
- dr hab. Marcin Solarz, prof. UW (Wydział Geografii i Studiów Regionalnych Uniwersytetu Warszawskiego),
- Mirosław Trojacki (geodeta-kartograf, Narodowy Instytut Dziedzictwa, przedstawiciel Ministra Kultury i Dziedzictwa Narodowego)
- Małgorzata Prus, starszy specjalista w Departamencie Administracji Publicznej MSWiA (sekretarz Komisji)

### Skład komisji w V kadencji (2021–2025)
- dr hab. Urszula Bijak, prof. IJP PAN (językoznawca-onomasta, Instytut Języka Polskiego PAN) – przewodnicząca[14]
- prof. dr hab. Mariusz Rutkowski (językoznawca, Rada Języka Polskiego, Uniwersytet Warmińsko-Mazurski w Olsztynie) – zastępca przewodniczącej

Członkowie komisji:
- dr hab. Marek Olejnik (językoznawca, Wydział Humanistyczny Uniwersytetu Marii Curie-Skłodowskiej w Lublinie);
- dr Paweł Swoboda (językoznawca, Instytut Języka Polskiego Polskiej Akademii Nauk);
- dr hab. Bogumił Szady (historyk, Instytut Historii im. Tadeusza Manteuffla Polskiej Akademii Nauk);
- dr hab. Teresa Brzezińska-Wójcik, prof. UMCS (geograf, Wydział Nauk o Ziemi i Gospodarki Przestrzennej Uniwersytetu Marii Curie-Skłodowskiej w Lublinie);
- prof. dr hab. Andrzej Macias (geograf, Wydział Nauk Geograficznych i Geologicznych Uniwersytetu im. Adama Mickiewicza w Poznaniu).